# Pagaran Nauli
Pagaran Nauli is een bestuurslaag in het regentschap Tapanuli Tengah van de provincie Noord-Sumatra, Indonesië. Pagaran Nauli telt 855 inwoners (volkstelling 2010).